# Leamington Road
 (mai 2018).
Si vous disposez d'ouvrages ou d'articles de référence ou si vous connaissez des sites web de qualité traitant du thème abordé ici, merci de compléter l'article en donnant les références utiles à sa vérifiabilité et en les liant à la section « Notes et références ».
Leamington Road est un stade de football situé à Blackburn en Angleterre. C'est le terrain des Blackburn Rovers entre 1881 et 1890.

## Histoire
Blackburn Rovers FC déménage d'Alexandra Meadows vers Leamington Road en 1881.
L'Angleterre y joue deux matchs internationaux, face au pays de Galles en 1885, et lors d'une défaite face à l'Écosse en 1887. 
En 1888, Blackburn Rovers FC devient membre de la Football League. Leur premier match de championnat joué à domicile le 15 septembre 1888 les voit faire un nul 5-5 face au rival local, l'Accrington FC, devant 5 000 spectateurs.
La plus forte fréquentation enregistrée pour un match de championnat est de 15 000 spectateurs, lors d'une rencontre face au Preston North End FC le 2 novembre 1889. Après un dernier match de championnat joué à Leamington Road le 4 janvier 1890 où Blackburn bat Stoke City FC sur le large score de 8-0, le club déménage à Ewood Park. 